# ماري ساندز
ماري ساندز (بالإنجليزية: Mary Sands)‏ هي مغنية أمريكية، ولدت في 8 أبريل 1872 في مقاطعة ماديسون في الولايات المتحدة، وتوفيت في 2 أبريل 1949.